# OZ (гурт)
OZ (також -OZ-, яп. オズ "Одзу") - японський грув-метал/Visual kei гурт з Токіо. Автором текстів є Нацукі, автором музики — ритм-гітарист Тама.

## Біографія
Гурт з'явився у 2004 році внаслідок об'єднання учасників двох гуртів, що припинили діяльність - Scare Crow і Gypsy. Потім до них приєднався барабанщик Дзуккі. Через 2 місяці вони почали виступати в клубах Токіо. В середині наступного року вони вже випустили максі-сингла. У 2006 році вони підписали контракт з лейблом Loop Ash. Їхній хіт «Cry the crime» вийшов на диску з випуском журналу SHOXX. Після того гурт повільно став набирати популярності, випустив ще декілька релізів та відіграв 2 сольних концерти в містах Ніїґата та Токіо. Їх останній альбом «Versus» також був виданий у Європі.

## Склад
- вокал: Нацукі (Natsuki)
- гітара: Акі (Aki)
- гітара: Тама (Tama)
- бас: Нао (Nao)
- ударні: Дзуккі (Zukki)

## Дискографія
Альбоми
- "VERSUS" [16.09.2006]
- "Rogue" [10.11.2010]

Сингли та максі-сингли
- "Decay" [24.07.2005]
- "And to the End" [29.09.2005]
- "Scene In the misereal" [05.03.2006]
- "Eve's Apple" [22.11.2006]
- "Adam's Apple" [27.12.2006]
- "Six" [30.05.2007]
- "Elf" [31.10.2007]
- "Athema" [05.03.2008]
- "Bulk" [30.07.2008]
- "S.I.N" [02.04.2008]
- "Spiral" [03.09.2008]
- "Raze" [28.12.2008]
- "Venom" [04.03.2009]
- "Detox" [01.04.2009]
- "White Pallet" [28.12.2009]
- "Wisteria" [24.02.2010]
- "Viridan" [05.05.2010]

DVD
- "Versus" [16.09.2009]
- "Wisteria" [24.02.2010]
- "Viridan" [2010.05.05]

"Detox" (Limited Edition B) [01.04.2009]